# 大黑伏翼
大黑伏翼（学名：Arielulus circumdatus）原称黑伏翼，为蝙蝠科金背伏翼属的动物。在中国大陆，分布于云南、广东等地，常见于家舍。该物种的模式产地在爪哇。

## 亚种
- 大黑伏翼独龙亚种（学名：Pipistrellus circumdatus drungicus），Wang于1974年命名。在中国大陆，分布于云南等地。该物种的模式产地在云南贡山独龙河谷。[4]